# Cliff Richard/Diskografie
Diese Diskografie ist eine Übersicht über die musikalischen Werke des britischen Pop-Sängers Cliff Richard. Er gilt als der erfolgreichste britische Sänger aller Zeiten und hat es als einziger Interpret geschafft, in den britischen Charts in fünf Jahrzehnten hintereinander einen Nummer-eins-Hit zu landen. Nach Angaben seiner Plattenfirma liegt die Zahl seiner verkauften Tonträger „im dreistelligen Millionenbereich“; bis 2014 waren es weltweit rund 250 Millionen.
Seine Karriere begann Cliff Richard Ende der 1950er Jahre als Rock-and-Roll-Sänger mit seiner Begleitband, den Shadows (ursprünglicher Name Drifters). Mitte der 1960er veröffentlichte er zunehmend Soloaufnahmen. Er nahm auch eine ganze Reihe Lieder in anderen Sprachen auf; alleine in Deutsch gibt es über 50 Aufnahmen, zwei davon erreichen Platz 1 der deutschen Charts. Den Schallplattenauszeichnungen zufolge hat er bisher mehr als 15,2 Millionen Tonträger verkauft, davon alleine in seiner Heimat über 13,1 Millionen. Seine erfolgreichste Veröffentlichung ist die Kompilation Private Collection: 1979–1988 mit über 1,2 Millionen verkauften Einheiten. Der 1962 erschienene Song The Young Ones ist mit über einer Million verkauften Exemplaren seine meistverkaufte Single. International verkaufte sich auch das Lied Devil Woman über eine Million Mal, vor allem in Nordamerika. Im November 2013 veröffentlichte der Sänger sein 100. offizielles Album.

## Alben

### Studioalben
| Jahr | Titel                                           | Höchstplatzierung, Gesamtwochen/‑monate, AuszeichnungChartplatzierungen (Jahr, Titel, Platzierungen, Wochen/Monate, Auszeichnungen, Anmerkungen) | Höchstplatzierung, Gesamtwochen/‑monate, AuszeichnungChartplatzierungen (Jahr, Titel, Platzierungen, Wochen/Monate, Auszeichnungen, Anmerkungen) | Höchstplatzierung, Gesamtwochen/‑monate, AuszeichnungChartplatzierungen (Jahr, Titel, Platzierungen, Wochen/Monate, Auszeichnungen, Anmerkungen) | Höchstplatzierung, Gesamtwochen/‑monate, AuszeichnungChartplatzierungen (Jahr, Titel, Platzierungen, Wochen/Monate, Auszeichnungen, Anmerkungen) | Höchstplatzierung, Gesamtwochen/‑monate, AuszeichnungChartplatzierungen (Jahr, Titel, Platzierungen, Wochen/Monate, Auszeichnungen, Anmerkungen) | Anmerkungen                                                                        |
| Jahr | Titel                                           | DE | AT | CH | UK | US | Anmerkungen                                                                        |
| ---- | ----------------------------------------------- | --- | --- | --- | --- | --- | ---------------------------------------------------------------------------------- |
| 1959 | Cliff auch bekannt als: The Cliff Richard Story | DE33 (1 Mt.)DE | — | — | UK4 Gold · (31 Wo.)UK | — | Erstveröffentlichung: April 1959 … and the Drifters in DE erst 1964 veröffentlicht |
| 1959 | Cliff Sings                                     | — | — | — | UK2 (36 Wo.)UK | — | Erstveröffentlichung: November 1959 … and the Drifters                             |
| 1960 | Me and My Shadows                               | — | — | — | UK2 (33 Wo.)UK | — | Erstveröffentlichung: Oktober 1960 … and the Shadows                               |
| 1961 | Listen to Cliff!                                | — | — | — | UK2 (28 Wo.)UK | — | Erstveröffentlichung: April 1961 … and the Shadows                                 |
| 1961 | 21 Today                                        | — | — | — | UK1 (16 Wo.)UK | — | Erstveröffentlichung: Oktober 1961 … and the Shadows                               |
| 1962 | 32 Minutes and 17 Seconds with Cliff Richard    | — | — | — | UK3 (21 Wo.)UK | — | Erstveröffentlichung: September 1962 … and the Shadows                             |
| 1963 | When in Spain                                   | — | — | — | UK8 (10 Wo.)UK | — | Erstveröffentlichung: September 1963 … and the Shadows                             |
| 1964 | It’s All in the Game                            | — | — | — | — | US115 (7 Wo.)US | Erstveröffentlichung: August 1964                                                  |
| 1965 | Cliff Richard                                   | — | — | — | UK9 (5 Wo.)UK | — | Erstveröffentlichung: März 1965 in DE bereits im November 1960 erschienen          |
| 1965 | When In Rome                                    | — | — | — | — | — | Erstveröffentlichung: 1965                                                         |
| 1965 | Love Is Forever                                 | — | — | — | UK19 (1 Wo.)UK | — | Erstveröffentlichung: November 1965 … and the Shadows                              |
| 1966 | Kinda Latin                                     | — | — | — | UK9 (12 Wo.)UK | — | Erstveröffentlichung: Mai 1966                                                     |
| 1967 | Don’t Stop Me Now!                              | — | — | — | UK23 (9 Wo.)UK | — | Erstveröffentlichung: März 1967                                                    |
| 1967 | Good News                                       | — | — | — | UK37 (1 Wo.)UK | — | Erstveröffentlichung: Oktober 1967 Gospel-Album                                    |
| 1968 | Established 1958                                | — | — | — | UK30 (4 Wo.)UK | — | Erstveröffentlichung: September 1968 … and the Shadows                             |
| 1969 | Sincerely Cliff                                 | — | — | — | UK24 (3 Wo.)UK | — | Erstveröffentlichung: September 1969                                               |
| 1970 | Tracks ’n Grooves                               | — | — | — | UK37 (2 Wo.)UK | — | Erstveröffentlichung: November 1970                                                |
| 1976 | I’m Nearly Famous                               | — | — | — | UK5 Gold · (21 Wo.)UK | US76 (15 Wo.)US | Erstveröffentlichung: Mai 1976                                                     |
| 1977 | Every Face Tells a Story                        | — | — | — | UK8 (10 Wo.)UK | — | Erstveröffentlichung: März 1977                                                    |
| 1978 | Small Corners                                   | — | — | — | UK33 (5 Wo.)UK | — | Erstveröffentlichung: Februar 1978 Gospel-Album                                    |
| 1978 | Green Light                                     | — | — | — | UK25 (3 Wo.)UK | — | Erstveröffentlichung: September 1978                                               |
| 1979 | Rock 'n' Roll Juvenile                          | DE6 (23 Wo.)DE | AT23 (1 Mt.)AT | — | UK3 Gold · (22 Wo.)UK | US93 (15 Wo.)US | Erstveröffentlichung: September 1979                                               |
| 1980 | I’m No Hero                                     | DE14 (12 Wo.)DE | — | — | UK4 Gold · (12 Wo.)UK | US80 (34 Wo.)US | Erstveröffentlichung: September 1980                                               |
| 1981 | Wired for Sound                                 | DE44 (4 Wo.)DE | — | — | UK4 Platin · (25 Wo.)UK | US132 (4 Wo.)US | Erstveröffentlichung: September 1981                                               |
| 1982 | Now You See Me, Now You Don’t                   | — | — | — | UK4 Gold · (14 Wo.)UK | — | Erstveröffentlichung: August 1982 Gospel-Album                                     |
| 1983 | Silver                                          | DE57 (2 Wo.)DE | — | — | UK7 Gold · (24 Wo.)UK | — | Erstveröffentlichung: Oktober 1983                                                 |
| 1984 | The Rock Connection                             | — | — | — | UK43 Silber · (5 Wo.)UK | — | Erstveröffentlichung: November 1984                                                |
| 1987 | Always Guaranteed                               | DE9 (17 Wo.)DE | AT23 (½ Mt.)AT | CH21 (4 Wo.)CH | UK5 Platin · (25 Wo.)UK | — | Erstveröffentlichung: August 1987                                                  |
| 1989 | Stronger                                        | DE53 (16 Wo.)DE | — | — | UK7 Platin · (21 Wo.)UK | — | Erstveröffentlichung: Oktober 1989                                                 |
| 1991 | Together with Cliff Richard                     | — | — | — | UK10 Platin · (7 Wo.)UK | — | Erstveröffentlichung: November 1991                                                |
| 1993 | The Album                                       | — | — | — | UK1 Gold · (15 Wo.)UK | — | Erstveröffentlichung: April 1993                                                   |
| 1998 | Real as I Wanna Be                              | — | — | — | UK10 Silber · (10 Wo.)UK | — | Erstveröffentlichung: Oktober 1998                                                 |
| 2001 | Wanted                                          | — | — | — | UK11 Gold · (8 Wo.)UK | — | Erstveröffentlichung: November 2001                                                |
| 2003 | Cliff at Christmas                              | — | — | — | UK9 Platin · (10 Wo.)UK | — | Erstveröffentlichung: November 2003 Verkäufe: + 429.000                            |
| 2004 | Something’s Goin’ On                            | — | — | — | UK7 Gold · (9 Wo.)UK | — | Erstveröffentlichung: Oktober 2004                                                 |
| 2005 | For Life                                        | — | — | — | — | — | Erstveröffentlichung: 2005                                                         |
| 2006 | Two’s Company – The Duets                       | — | — | — | UK8 Gold · (9 Wo.)UK | — | Erstveröffentlichung: 6. November 2006                                             |
| 2007 | Love … The Album                                | — | — | — | UK13 Gold · (7 Wo.)UK | — | Erstveröffentlichung: November 2007                                                |
| 2009 | Reunited – Cliff Richard and the Shadows        | — | — | — | UK4 Gold · (14 Wo.)UK | — | Erstveröffentlichung: 18. September 2009 … and the Shadows                         |
| 2010 | Bold as Brass                                   | — | — | — | UK3 Silber · (10 Wo.)UK | — | Erstveröffentlichung: 11. Oktober 2010                                             |
| 2011 | Soulicious                                      | — | — | — | UK10 Silber · (10 Wo.)UK | — | Erstveröffentlichung: 7. Oktober 2011                                              |
| 2013 | The Fabulous Rock ’n’ Roll Songbook             | — | — | — | UK7 Gold · (8 Wo.)UK | — | Erstveröffentlichung: 11. November 2013                                            |
| 2016 | Just… Fabulous Rock ’n’ Roll                    | — | — | — | UK4 Gold · (9 Wo.)UK | — | Erstveröffentlichung: 11. November 2016                                            |
| 2018 | Rise Up                                         | — | — | — | UK4 Gold · (9 Wo.)UK | — | Erstveröffentlichung: 23. November 2018                                            |
| 2020 | Music… The Air That I Breathe                   | — | — | — | UK3 Silber · (10 Wo.)UK | — | Erstveröffentlichung: 30. Oktober 2020                                             |
| 2022 | Christmas with Cliff                            | — | — | — | UK2 Silber · (5 Wo.)UK | — | Erstveröffentlichung: 25. November 2022                                            |
| 2023 | Cliff with Strings – My Kinda Life              | — | — | — | UK5 (7 Wo.)UK | — | Erstveröffentlichung: 3. November 2023                                             |

grau schraffiert: keine Chartdaten aus diesem Jahr verfügbar

### Livealben
| Jahr | Titel                                                         | Höchstplatzierung, Gesamtwochen, AuszeichnungChartplatzierungen (Jahr, Titel, Platzierungen, Wochen, Auszeichnungen, Anmerkungen) | Höchstplatzierung, Gesamtwochen, AuszeichnungChartplatzierungen (Jahr, Titel, Platzierungen, Wochen, Auszeichnungen, Anmerkungen) | Höchstplatzierung, Gesamtwochen, AuszeichnungChartplatzierungen (Jahr, Titel, Platzierungen, Wochen, Auszeichnungen, Anmerkungen) | Höchstplatzierung, Gesamtwochen, AuszeichnungChartplatzierungen (Jahr, Titel, Platzierungen, Wochen, Auszeichnungen, Anmerkungen) | Höchstplatzierung, Gesamtwochen, AuszeichnungChartplatzierungen (Jahr, Titel, Platzierungen, Wochen, Auszeichnungen, Anmerkungen) | Anmerkungen                                                            |
| Jahr | Titel                                                         | DE | AT | CH | UK | US | Anmerkungen                                                            |
| ---- | ------------------------------------------------------------- | --- | --- | --- | --- | --- | ---------------------------------------------------------------------- |
| 1968 | Cliff in Japan                                                | — | — | — | UK29 (2 Wo.)UK | — | Erstveröffentlichung: Mai 1968                                         |
| 1979 | Thank You Very Much – Reunion Concert at the London Palladium | — | — | — | UK5 Gold · (12 Wo.)UK | — | Erstveröffentlichung: Januar 1979 … and the Shadows                    |
| 1983 | Dressed for the Occasion                                      | — | — | — | UK7 Silber · (17 Wo.)UK | — | Erstveröffentlichung: Mai 1983 … and the London Philharmonic Orchestra |
| 1990 | From a Distance: The Event                                    | DE65 (8 Wo.)DE | — | — | UK3 ×2Doppelplatin · (15 Wo.)UK                                                                                                   | — | Erstveröffentlichung: November 1990                                    |

grau schraffiert: keine Chartdaten aus diesem Jahr verfügbar
Weitere Livealben
- 2002: The Cliff Richard Show (Live at the ABC Kingston 1962)

### Kompilationen
| Jahr | Titel                                  | Höchstplatzierung, Gesamtwochen/‑monate, AuszeichnungChartplatzierungen (Jahr, Titel, Platzierungen, Wochen/Monate, Auszeichnungen, Anmerkungen) | Höchstplatzierung, Gesamtwochen/‑monate, AuszeichnungChartplatzierungen (Jahr, Titel, Platzierungen, Wochen/Monate, Auszeichnungen, Anmerkungen) | Höchstplatzierung, Gesamtwochen/‑monate, AuszeichnungChartplatzierungen (Jahr, Titel, Platzierungen, Wochen/Monate, Auszeichnungen, Anmerkungen) | Höchstplatzierung, Gesamtwochen/‑monate, AuszeichnungChartplatzierungen (Jahr, Titel, Platzierungen, Wochen/Monate, Auszeichnungen, Anmerkungen) | Höchstplatzierung, Gesamtwochen/‑monate, AuszeichnungChartplatzierungen (Jahr, Titel, Platzierungen, Wochen/Monate, Auszeichnungen, Anmerkungen) | Anmerkungen                                           |
| Jahr | Titel                                  | DE | AT | CH | UK | US | Anmerkungen                                           |
| ---- | -------------------------------------- | --- | --- | --- | --- | --- | ----------------------------------------------------- |
| 1963 | Cliff’s Hit Album                      | — | — | — | UK2 (19 Wo.)UK | — | Erstveröffentlichung: Juli 1963 … and the Shadows     |
| 1963 | Cliff’s Greatest                       | DE15 (3 Mt.)DE | — | — | — | — | Erstveröffentlichung: Juni 1963                       |
| 1964 | Cliff International                    | DE27 (2 Mt.)DE | — | — | — | — | Erstveröffentlichung: März 1964                       |
| 1965 | More Hits by Cliff                     | — | — | — | UK20 (1 Wo.)UK | — | Erstveröffentlichung: Juli 1965 … and the Shadows     |
| 1969 | The Best of Cliff                      | — | — | — | UK5 (17 Wo.)UK | — | Erstveröffentlichung: Juni 1969 … and the Shadows     |
| 1972 | The Best of Cliff, Vol. 2              | — | — | — | UK49 (2 Wo.)UK | — | Erstveröffentlichung: Dezember 1972 … and the Shadows |
| 1977 | 40 Golden Greats                       | DE30 (1 Mt.)DE | — | — | UK1 Platin · (19 Wo.)UK | — | Erstveröffentlichung: Oktober 1977                    |
| 1980 | Move It                                | DE2 (13 Wo.)DE | AT4 (2 Mt.)AT | — | — | — | Erstveröffentlichung: Dezember 1979                   |
| 1981 | Love Songs                             | — | — | — | UK1 Platin · (43 Wo.)UK | — | Erstveröffentlichung: Juni 1981                       |
| 1984 | 20 Original Greats                     | — | — | — | UK43 (6 Wo.)UK | — | Erstveröffentlichung: 1984                            |
| 1987 | Remember Me                            | DE12 (13 Wo.)DE | AT17 (1 Mt.)AT | — | — | — | Erstveröffentlichung: November 1987                   |
| 1988 | Private Collection: 1979–1988          | — | — | — | UK1 ×4Vierfachplatin · (26 Wo.)UK | — | Erstveröffentlichung: November 1988                   |
| 1994 | The Hit List                           | — | — | — | UK3 Platin · (22 Wo.)UK | — | Erstveröffentlichung: September 1994                  |
| 1995 | Meine großen Erfolge                   | DE81 (5 Wo.)DE | — | — | — | — | Erstveröffentlichung: Oktober 1994                    |
| 1996 | At the Movies 1959–1974                | — | — | — | UK17 (4 Wo.)UK | — | Erstveröffentlichung: August 1996                     |
| 1997 | The Rock and Roll Years                | — | — | — | UK32 (3 Wo.)UK | — | Erstveröffentlichung: Juli 1997                       |
| 1998 | 40 Jahre – 40 Hits                     | DE37 (3 Wo.)DE | — | — | — | — | Erstveröffentlichung: September 1998                  |
| 2000 | The Whole Story: His Greatest Hits     | — | — | — | UK6 Platin · (15 Wo.)UK | — | Erstveröffentlichung: Oktober 2000                    |
| 2005 | The Platinum Collection                | — | — | — | UK51 Gold · (6 Wo.)UK | — | Erstveröffentlichung: November 2005                   |
| 2008 | The 50th Anniversary Album             | — | — | — | UK11 Gold · (8 Wo.)UK | — | Erstveröffentlichung: November 2008                   |
| 2011 | Move It: the Best of the Early Years   | — | — | — | UK96 (1 Wo.)UK | — | Erstveröffentlichung: Januar 2011 … and the Shadows   |
| 2015 | 75 at 75                               | — | — | — | UK4 Gold · (14 Wo.)UK | — | Erstveröffentlichung: November 2008                   |
| 2017 | Stronger Thru The Years                | — | — | — | UK14 Silber · (10 Wo.)UK | — | Erstveröffentlichung: November 2017                   |
| 2019 | The Best of the Rock ’n’ Roll Pioneers | — | — | — | UK11 Silber · (8 Wo.)UK | — | Erstveröffentlichung: November 2019 … and the Shadows |

grau schraffiert: keine Chartdaten aus diesem Jahr verfügbar
Weitere Kompilationen
- 1989: The Wonderful World of Cliff Richard & the Shadows
- 1996: Premium Gold Collection
- 2002: The Singles Collection - All 127 Solo Singles On 6 Cds
- 2003: My Songs
- 2004: Het Beste Van Cliff Richard
- 1994: Wonderful Cliff – The Classic Collection
- 2005: Anthology Vol. 1 - 4
- 2009: Rare B-Sides 1963-1989
- 2010: Rare Ep Tracks 1961-1991
- 2013: Hot Hundred
- 2015: The Absolutely Essential 3 CD Collection

### Soundtracks
| Jahr | Titel                          | Höchstplatzierung, Gesamtwochen, AuszeichnungChartplatzierungen (Jahr, Titel, Platzierungen, Wochen, Auszeichnungen, Anmerkungen) | Höchstplatzierung, Gesamtwochen, AuszeichnungChartplatzierungen (Jahr, Titel, Platzierungen, Wochen, Auszeichnungen, Anmerkungen) | Höchstplatzierung, Gesamtwochen, AuszeichnungChartplatzierungen (Jahr, Titel, Platzierungen, Wochen, Auszeichnungen, Anmerkungen) | Höchstplatzierung, Gesamtwochen, AuszeichnungChartplatzierungen (Jahr, Titel, Platzierungen, Wochen, Auszeichnungen, Anmerkungen) | Höchstplatzierung, Gesamtwochen, AuszeichnungChartplatzierungen (Jahr, Titel, Platzierungen, Wochen, Auszeichnungen, Anmerkungen) | Anmerkungen                                                                                                  |
| Jahr | Titel                          | DE | AT | CH | UK | US | Anmerkungen                                                                                                  |
| ---- | ------------------------------ | --- | --- | --- | --- | --- | --- |
| 1961 | The Young Ones                 | — | — | — | UK1 (42 Wo.)UK | — | Erstveröffentlichung: Dezember 1961 … and the Shadows Soundtrack zum Film The Young Ones                     |
| 1963 | Summer Holiday                 | — | — | — | UK1 (36 Wo.)UK | — | Erstveröffentlichung: Januar 1963 … and the Shadows Soundtrack zum Film Summer Holiday (1963)                |
| 1964 | Wonderful Life                 | — | — | — | UK2 (23 Wo.)UK | — | Erstveröffentlichung: Juli 1964 … and the Shadows Soundtrack zum Film Wonderful Life (US: Swingers Paradise) |
| 1964 | Aladdin and His Wonderful Lamp | — | — | — | UK13 (5 Wo.)UK | — | Erstveröffentlichung: Dezember 1964 … and the Shadows Soundtrack zum Musical Aladdin and His Wonderful Lamp  |
| 1966 | Finders Keepers                | — | — | — | UK6 (18 Wo.)UK | — | Erstveröffentlichung: November 1966 … and the Shadows Soundtrack zum Film Finders Keepers                    |
| 1966 | Cinderella                     | — | — | — | UK30 (5 Wo.)UK | — | Erstveröffentlichung: Dezember 1966 Soundtrack zum Musical Cinderella                                        |
| 1974 | Take Me High                   | — | — | — | UK41 (4 Wo.)UK | — | Erstveröffentlichung: Januar 1974 Soundtrack zum Film Take Me High                                           |
| 1995 | Songs from ’Heathcliff’        | — | — | — | UK15 Gold · (10 Wo.)UK | — | Erstveröffentlichung: Oktober 1995 Soundtrack zum Musical Heathcliff                                         |
| 1996 | Heathcliff Live (The Show)     | — | — | — | UK41 (7 Wo.)UK | — | Erstveröffentlichung: Dezember 1996 Original Cast Recording starring Cliff Richard                           |

grau schraffiert: keine Chartdaten aus diesem Jahr verfügbar

## Singles

### Als Leadmusiker
| Jahr | Titel Album                                                             | Höchstplatzierung, Gesamtwochen/‑monate, AuszeichnungChartplatzierungen (Jahr, Titel, Album, Platzierungen, Wochen/Monate, Auszeichnungen, Anmerkungen) | Höchstplatzierung, Gesamtwochen/‑monate, AuszeichnungChartplatzierungen (Jahr, Titel, Album, Platzierungen, Wochen/Monate, Auszeichnungen, Anmerkungen) | Höchstplatzierung, Gesamtwochen/‑monate, AuszeichnungChartplatzierungen (Jahr, Titel, Album, Platzierungen, Wochen/Monate, Auszeichnungen, Anmerkungen) | Höchstplatzierung, Gesamtwochen/‑monate, AuszeichnungChartplatzierungen (Jahr, Titel, Album, Platzierungen, Wochen/Monate, Auszeichnungen, Anmerkungen) | Höchstplatzierung, Gesamtwochen/‑monate, AuszeichnungChartplatzierungen (Jahr, Titel, Album, Platzierungen, Wochen/Monate, Auszeichnungen, Anmerkungen) | Anmerkungen | [↑]: gemeinsam behandelt mit vorhergehendem Eintrag; [←]: in beiden Charts platziert |
| Jahr | Titel Album                                                             | DE | AT | CH | UK | US | Anmerkungen |                                                                                      |
| ---- | ----------------------------------------------------------------------- | --- | --- | --- | --- | --- | --- | ------------------------------------------------------------------------------------ |
| 1958 | Move It –                                                               | — | — | — | UK2 (17 Wo.)UK | — | Erstveröffentlichung: 29. August 1958 … and the Drifters aufgenommen in die Rock and Roll Hall of Fame |                                                                                      |
| 1958 | High Class Baby –                                                       | — | — | — | UK7 (10 Wo.)UK | — | Erstveröffentlichung: November 1958 … and the Drifters |                                                                                      |
| 1959 | Livin’ Lovin’ Doll –                                                    | — | — | — | UK20 (6 Wo.)UK | — | Erstveröffentlichung: Januar 1959 … and the Drifters |                                                                                      |
| 1959 | Mean Streak –                                                           | — | — | — | UK10 (9 Wo.)UK | — | Erstveröffentlichung: April 1959 … and the Drifters |                                                                                      |
| 1959 | Never Mind –                                                            | — | — | — | UK21 (2 Wo.)UK | — | Erstveröffentlichung: April 1959 … and the Shadows |                                                                                      |
| 1959 | Living Doll –                                                           | DE19 (2 Mt.)DE | — | — | UK1 (23 Wo.)UK | US30 (13 Wo.)US | Erstveröffentlichung: Mai 1959 … and the Shadows |                                                                                      |
| 1959 | Travellin’ Light –                                                      | — | — | — | UK1 (17 Wo.)UK | — | Erstveröffentlichung: Oktober 1959 … and the Shadows |                                                                                      |
| 1959 | Dynamite –                                                              | — | — | — | UK16 (4 Wo.)UK | — | Erstveröffentlichung: Oktober 1959 … and the Shadows |                                                                                      |
| 1959 | Expresso Bongo EP –                                                     | — | — | — | UK14 (7 Wo.)UK | — | Erstveröffentlichung: Dezember 1959 … and the Shadows |                                                                                      |
| 1960 | A Voice in the Wilderness –                                             | — | — | — | UK2 (16 Wo.)UK | — | Erstveröffentlichung: Januar 1960 … and the Shadows |                                                                                      |
| 1960 | Fall in Love with You –                                                 | — | — | — | UK2 (15 Wo.)UK | — | Erstveröffentlichung: März 1960 … and the Shadows |                                                                                      |
| 1960 | Please Don’t Tease –                                                    | — | — | — | UK1 (18 Wo.)UK | — | Erstveröffentlichung: Juni 1960 … and the Shadows |                                                                                      |
| 1960 | Nine Times Out of Ten –                                                 | — | — | — | UK3 (12 Wo.)UK | — | Erstveröffentlichung: 16. September 1960 … and the Shadows |                                                                                      |
| 1960 | I Love You –                                                            | DE34 (1 Mt.)DE | — | — | UK1 (16 Wo.)UK | — | Erstveröffentlichung: November 1960 … and the Shadows |                                                                                      |
| 1961 | Bin verliebt –                                                          | DE40 (2 Mt.)DE | — | — | — | — | Erstveröffentlichung: Januar 1961 |                                                                                      |
| 1961 | Theme for a Dream –                                                     | — | — | — | UK3 (14 Wo.)UK | — | Erstveröffentlichung: 24. Februar 1961 … and the Shadows |                                                                                      |
| 1961 | Gee Whiz It’s You Me and My Shadows                                     | — | — | — | UK4 (14 Wo.)UK | — | Erstveröffentlichung: März 1961 … and the Shadows |                                                                                      |
| 1961 | A Girl Like You –                                                       | — | — | — | UK3 (14 Wo.)UK | — | Erstveröffentlichung: 16. Juni 1961 |                                                                                      |
| 1961 | Schön wie ein Traum –                                                   | DE33 (1 Mt.)DE | — | — | — | — | Erstveröffentlichung: Juni 1961 |                                                                                      |
| 1961 | Vreneli –                                                               | DE50 (1 Mt.)DE | — | — | — | — | Erstveröffentlichung: September 1961 |                                                                                      |
| 1961 | When the Girl in Your Arms Is the Girl in Your Heart The Young Ones     | — | — | — | UK3 (15 Wo.)UK | — | Erstveröffentlichung: 6. Oktober 1961 … and the Shadows |                                                                                      |
| 1962 | The Young Ones                                                          | DE16 (3 Mt.)DE | — | — | UK1 (21 Wo.)UK | — | Erstveröffentlichung: 11. Januar 1962 … and the Shadows Verkäufe: + 1.070.000 |                                                                                      |
| 1962 | I’m Lookin’ Out the Window / Do You Wanna Dance? –                      | — | — | — | UK2 (17 Wo.)UK | — | Erstveröffentlichung: 1. Mai 1962 … and the Shadows I’m Lookin’ Out the Window: Coverversion des gleichnamigen Liedes von Peggy Lee (1959) Do You Wanna Dance?: Coverversion des gleichnamigen Liedes von Bobby Freeman (1958) |                                                                                      |
| 1962 | It’ll Be Me 32 Minutes and 17 Seconds                                   | — | — | — | UK2 (12 Wo.)UK | — | Erstveröffentlichung: 1. August 1962 … and the Shadows Do You Wanna Dance?: Coverversion des gleichnamigen Liedes von Jerry Lee Lewis (1957)                                                                                   |                                                                                      |
| 1962 | The Next Time Summer Holiday                                            | — | — | — | UK1 (18 Wo.)UK | — | Erstveröffentlichung: November 1962 … and the Shadows |                                                                                      |
| 1962 | Bachelor Boy Summer Holiday                                             | — | — | —[UK: ↑] | UK1 (18 Wo.)UK | US99 (1 Wo.)US | Erstveröffentlichung: November 1962 … and the Shadows |                                                                                      |
| 1963 | Summer Holiday                                                          | — | — | — | UK1 (18 Wo.)UK | — | Erstveröffentlichung: Februar 1963 … and the Shadows |                                                                                      |
| 1963 | Lucky Lips (nur DE) –                                                   | DE1 (9 Mt.)DE | — | — | UK4 (15 Wo.)UK | US62 (8 Wo.)US | Erstveröffentlichung: Mai 1963 … and the Shadows Coverversion des gleichnamigen Liedes von Ruth Brown (1957) |                                                                                      |
| 1963 | It’s All in the Game –                                                  | — | — | — | UK2 (13 Wo.)UK | US25 (13 Wo.)US | Erstveröffentlichung: August 1963 Coverversion des gleichnamigen Liedes von Tommy Edwards (1951) |                                                                                      |
| 1963 | Don’t Talk to Him –                                                     | — | — | — | UK2 (14 Wo.)UK | — | Erstveröffentlichung: November 1963 … and the Shadows |                                                                                      |
| 1964 | I’m the Lonely One –                                                    | — | — | — | UK8 (10 Wo.)UK | US92 (2 Wo.)US | Erstveröffentlichung: Januar 1964 … and the Shadows |                                                                                      |
| 1964 | Constantly (L’Edera) –                                                  | — | — | — | UK4 (13 Wo.)UK | — | Erstveröffentlichung: April 1964 Coverversion des Liedes „L’Edera“ von Nilla Pizzi (1958) |                                                                                      |
| 1964 | Zuviel allein / Sag ‘No’ zu ihm –                                       | DE2 (6 Mt.)DE | — | — | — | — | Erstveröffentlichung: Mai 1964 |                                                                                      |
| 1964 | On the Beach Wonderful Life                                             | — | — | — | UK7 (13 Wo.)UK | — | Erstveröffentlichung: 26. Juni 1964 … and the Shadows |                                                                                      |
| 1964 | The Twelfth of Never –                                                  | — | — | — | UK8 (11 Wo.)UK | — | Erstveröffentlichung: Oktober 1964 Coverversion des gleichnamigen Liedes von Johnny Mathis (1957) |                                                                                      |
| 1964 | Das ist die Frage aller Fragen (Spanish Harlem) –                       | DE1 (4½ Mt.)DE | AT1 (2 Mt.)AT | — | — | — | Erstveröffentlichung: November 1964 Coverversion des Liedes „Spanish Harlem“ von Ben E. King (1960) |                                                                                      |
| 1964 | I Could Easily Fall (In Love with You) Aladdin and His Wonderful Lamp   | — | AT8 (1 Mt.)AT | — | UK6 (11 Wo.)UK | — | Erstveröffentlichung: November 1964 … and the Shadows |                                                                                      |
| 1965 | The Minute You’re Gone –                                                | — | — | — | UK1 (14 Wo.)UK | — | Erstveröffentlichung: März 1965 |                                                                                      |
| 1965 | Es war keine so wunderbar wie Du –                                      | DE5 (3½ Mt.)DE | — | — | — | — | Erstveröffentlichung: Mai 1965 … and the Shadows |                                                                                      |
| 1965 | On My Word –                                                            | — | — | — | UK12 (10 Wo.)UK | — | Erstveröffentlichung: Juni 1965 |                                                                                      |
| 1965 | The Time in Between –                                                   | — | — | — | UK22 (8 Wo.)UK | — | Erstveröffentlichung: August 1965 … and the Shadows |                                                                                      |
| 1965 | Wind Me Up (Let Me Go) –                                                | — | — | — | UK2 (16 Wo.)UK | — | Erstveröffentlichung: Oktober 1965 |                                                                                      |
| 1965 | Nur bei dir bin ich zu Haus –                                           | DE21 (1½ Mt.)DE | — | — | — | — | Erstveröffentlichung: November 1965 |                                                                                      |
| 1966 | Blue Turns to Grey –                                                    | — | — | — | UK15 (9 Wo.)UK | — | Erstveröffentlichung: März 1966 … and the Shadows Coverversion des gleichnamigen Liedes von Dick and Dee Dee (1964) |                                                                                      |
| 1966 | Du bist mein erster Gedanke –                                           | DE15 (4½ Mt.)DE | AT9 (2 Mt.)AT | — | — | — | Erstveröffentlichung: Juni 1966 … and the Shadows |                                                                                      |
| 1966 | Visions –                                                               | DE40 (½ Mt.)DE | — | — | UK7 (12 Wo.)UK | — | Erstveröffentlichung: Juli 1966 |                                                                                      |
| 1966 | Time Drags By Finders Keepers                                           | — | — | — | UK10 (12 Wo.)UK | — | Erstveröffentlichung: Oktober 1966 … and the Shadows |                                                                                      |
| 1966 | Das Glück ist rosarot –                                                 | DE35 (1½ Mt.)DE | — | — | — | — | Erstveröffentlichung: Dezember 1966 |                                                                                      |
| 1966 | In the Country Cinderella                                               | DE35 (½ Mt.)DE | — | — | UK6 (10 Wo.)UK | — | Erstveröffentlichung: Dezember 1966 … and the Shadows |                                                                                      |
| 1967 | It’s All Over –                                                         | — | — | — | UK9 (10 Wo.)UK | — | Erstveröffentlichung: März 1967, mit dem Orchester Bernard Ebbinghouse |                                                                                      |
| 1967 | I’ll Come Runnin’ –                                                     | — | — | — | UK26 (8 Wo.)UK | — | Erstveröffentlichung: Juni 1967 |                                                                                      |
| 1967 | Ein Girl wie du –                                                       | DE23 (1 Mt.)DE | — | — | — | — | Erstveröffentlichung: Juni 1967 |                                                                                      |
| 1967 | The Day I Met Marie –                                                   | — | — | — | UK10 (14 Wo.)UK | — | Erstveröffentlichung: August 1967 |                                                                                      |
| 1967 | All My Love (Solo Tu) –                                                 | — | — | — | UK6 (12 Wo.)UK | — | Erstveröffentlichung: November 1967 Coverversion des Liedes „All My Love (Bolero)“ von Patti Page (1950) |                                                                                      |
| 1967 | Es ist nicht gut, allein zu sein / Ein Sonntag mit Marie –              | DE12 (3 Mt.)DE | — | — | — | — | Erstveröffentlichung: November 1967 |                                                                                      |
| 1968 | Congratulations –                                                       | DE3 (3 Mt.)DE | AT2 (3 Mt.)AT | CH2 (12 Wo.)CH | UK1 (13 Wo.)UK | US99 (3 Wo.)US | Erstveröffentlichung: März 1968 belegte Platz 2 beim Eurovision Song Contest 1968 |                                                                                      |
| 1968 | Mrs. Emily Jones –                                                      | DE34 (1 Mt.)DE | — | — | — | — | Erstveröffentlichung: Mai 1968 |                                                                                      |
| 1968 | I’ll Love You Forever Today Two a Penny                                 | — | — | — | UK27 (6 Wo.)UK | — | Erstveröffentlichung: Juni 1968 |                                                                                      |
| 1968 | Marianne –                                                              | — | — | — | UK22 (8 Wo.)UK | — | Erstveröffentlichung: September 1968 Coverversion des gleichnamigen Liedes von Sergio Endrigo (1968) |                                                                                      |
| 1968 | Don’t Forget to Catch Me Established 1958                               | — | — | — | UK21 (10 Wo.)UK | — | Erstveröffentlichung: November 1968 … and the Shadows |                                                                                      |
| 1969 | Good Times (Better Times) –                                             | DE37 (½ Mt.)DE | — | — | UK12 (11 Wo.)UK | — | Erstveröffentlichung: Februar 1969 |                                                                                      |
| 1969 | Big Ship –                                                              | — | — | — | UK8 (10 Wo.)UK | — | Erstveröffentlichung: Mai 1969 |                                                                                      |
| 1969 | Throw Down a Line –                                                     | — | — | — | UK7 (9 Wo.)UK | — | Erstveröffentlichung: September 1969 mit Hank Marvin |                                                                                      |
| 1969 | With the Eyes of a Child –                                              | — | — | — | UK20 (11 Wo.)UK | — | Erstveröffentlichung: November 1969 |                                                                                      |
| 1970 | The Joy of Living –                                                     | — | — | — | UK25 (8 Wo.)UK | — | Erstveröffentlichung: Februar 1970 mit Hank Marvin |                                                                                      |
| 1970 | Goodbye Sam, Hello Samantha –                                           | DE11 (2½ Mt.)DE | AT10 (2 Mt.)AT | — | UK6 (15 Wo.)UK | — | Erstveröffentlichung: Mai 1970 |                                                                                      |
| 1970 | I Ain’t Got Time Anymore –                                              | — | — | — | UK21 (7 Wo.)UK | — | Erstveröffentlichung: August 1970 |                                                                                      |
| 1971 | Sunny Honey Girl –                                                      | — | — | — | UK19 (8 Wo.)UK | — | Erstveröffentlichung: Januar 1971 |                                                                                      |
| 1971 | Silvery Rain –                                                          | — | — | — | UK27 (6 Wo.)UK | — | Erstveröffentlichung: März 1971 |                                                                                      |
| 1971 | Flying Machine –                                                        | DE35 (2 Wo.)DE | — | — | UK37 (7 Wo.)UK | — | Erstveröffentlichung: Juni 1971 |                                                                                      |
| 1971 | Wenn du lachst, lacht das Glück, Sally Sunshine Ich träume Deine Träume | DE39 (1 Wo.)DE | — | — | — | — | Erstveröffentlichung: August 1971 Cover des Liedes „Sally Sunshine“ von Miki Antony (1971) |                                                                                      |
| 1971 | Sing a Song of Freedom –                                                | DE42 (1 Wo.)DE | — | — | UK13 (12 Wo.)UK | — | Erstveröffentlichung: Oktober 1971 |                                                                                      |
| 1972 | Jesus –                                                                 | — | — | — | UK35 (3 Wo.)UK | — | Erstveröffentlichung: März 1972 |                                                                                      |
| 1972 | Living in Harmony –                                                     | — | — | — | UK12 (10 Wo.)UK | — | Erstveröffentlichung: Juli 1972 |                                                                                      |
| 1973 | Power to All Our Friends –                                              | DE4 (19 Wo.)DE | AT7 (3 Mt.)AT | CH3 (13 Wo.)CH | UK4 (12 Wo.)UK | — | Erstveröffentlichung: März 1973 belegte Platz 3 beim Eurovision Song Contest 1973 |                                                                                      |
| 1973 | Help It Along / Tomorrow Rising –                                       | — | — | — | UK29 (6 Wo.)UK | — | Erstveröffentlichung: April 1973 |                                                                                      |
| 1973 | Take Me High                                                            | DE29 (2 Wo.)DE | — | — | UK27 (12 Wo.)UK | — | Erstveröffentlichung: November 1973 |                                                                                      |
| 1974 | (You Keep Me) Hangin’ On –                                              | — | — | — | UK13 (8 Wo.)UK | — | Erstveröffentlichung: April 1974 |                                                                                      |
| 1975 | Miss You Nights –                                                       | — | — | — | UK15 (10 Wo.)UK | — | Erstveröffentlichung: November 1975 |                                                                                      |
| 1976 | Devil Woman I’m Nearly Famous                                           | — | — | — | UK9 (8 Wo.)UK | US6 Gold · (22 Wo.)US | Erstveröffentlichung: April 1976 |                                                                                      |
| 1976 | I Can’t Ask for Anymore Than You I’m Nearly Famous                      | — | — | — | UK17 (8 Wo.)UK | US80 (4 Wo.)US | Erstveröffentlichung: Juli 1976 |                                                                                      |
| 1976 | Hey Mr. Dream Maker Every Face Tells a Story                            | — | — | — | UK31 (5 Wo.)UK | — | Erstveröffentlichung: November 1976 |                                                                                      |
| 1977 | My Kinda Life Every Face Tells a Story                                  | DE38 (2 Wo.)DE | — | — | UK15 (8 Wo.)UK | — | Erstveröffentlichung: Februar 1977 |                                                                                      |
| 1977 | Don’t Turn the Light Out Every Face Tells a Story                       | — | — | — | — | US57 (7 Wo.)US | Erstveröffentlichung: Mai 1977 |                                                                                      |
| 1977 | When Two Worlds Drift Apart Every Face Tells a Story                    | — | — | — | UK46 (3 Wo.)UK | — | Erstveröffentlichung: Juni 1977 |                                                                                      |
| 1979 | Green Light Rock ’n’ Roll Juvenile                                      | — | — | — | UK57 (3 Wo.)UK | — | Erstveröffentlichung: Februar 1979 |                                                                                      |
| 1979 | We Don’t Talk Anymore Rock ’n’ Roll Juvenile                            | DE1 Gold · (28 Wo.)DE | AT1 (4½ Mt.)AT | CH1 (13 Wo.)CH | UK1 Gold · (14 Wo.)UK | US7 (20 Wo.)US | Erstveröffentlichung: 6. Juli 1979 |                                                                                      |
| 1979 | Hot Shot Rock ’n’ Roll Juvenile                                         | — | — | — | UK46 (5 Wo.)UK | — | Erstveröffentlichung: November 1979 |                                                                                      |
| 1980 | Carrie Rock ’n’ Roll Juvenile                                           | DE26 (13 Wo.)DE | — | — | UK4 Silber · (10 Wo.)UK | US34 (11 Wo.)US | Erstveröffentlichung: Januar 1980 |                                                                                      |
| 1980 | Dreamin I’m No Hero                                                     | DE6 (20 Wo.)DE | AT3 (3 Mt.)AT | CH5 (9 Wo.)CH | UK8 Silber · (10 Wo.)UK | US10 (22 Wo.)US | Erstveröffentlichung: August 1980 |                                                                                      |
| 1980 | A Little in Love I’m No Hero                                            | — | — | — | UK15 (8 Wo.)UK | US17 (22 Wo.)US | Erstveröffentlichung: Dezember 1980 |                                                                                      |
| 1980 | In the Night I’m No Hero                                                | DE52 (7 Wo.)DE | — | — | — | — | Erstveröffentlichung: Dezember 1980 |                                                                                      |
| 1981 | Give a Little Bit More I’m No Hero                                      | — | — | — | — | US41 (11 Wo.)US | Erstveröffentlichung: März 1981 |                                                                                      |
| 1981 | Wired for Sound                                                         | DE13 (18 Wo.)DE | AT11 (1 Mt.)AT | — | UK4 Silber · (9 Wo.)UK | US71 (4 Wo.)US | Erstveröffentlichung: August 1981 |                                                                                      |
| 1981 | Daddy’s Home Wired for Sound                                            | DE73 (1 Wo.)DE | — | — | UK2 Gold · (12 Wo.)UK | US23 (13 Wo.)US | Erstveröffentlichung: November 1981 |                                                                                      |
| 1982 | The Only Way Out Now You See Me, Now You Don’t                          | DE59 (6 Wo.)DE | — | CH14 (3 Wo.)CH | UK10 (9 Wo.)UK | US64 (7 Wo.)US | Erstveröffentlichung: Juli 1982 |                                                                                      |
| 1982 | Where Do We Go from Here? Now You See Me, Now You Don’t                 | — | — | — | UK60 (3 Wo.)UK | — | Erstveröffentlichung: September 1982 |                                                                                      |
| 1982 | It Has to Be You, It Has to Be Me Now You See Me, Now You Don’t         | DE36 (5 Wo.)DE | — | — | — | — | Erstveröffentlichung: Oktober 1982 |                                                                                      |
| 1982 | Little Town Now You See Me, Now You Don’t                               | — | — | — | UK11 (7 Wo.)UK | — | Erstveröffentlichung: November 1982 |                                                                                      |
| 1983 | True Love Ways Dressed for the Occasion                                 | — | — | — | UK8 (8 Wo.)UK | — | Erstveröffentlichung: April 1983 … and the London Philharmonic Orchestra Coverversion des gleichnamigen Liedes von Buddy Holly (1960)                                                                                          |                                                                                      |
| 1983 | Never Say Die (Give a Little Bit More) Silver                           | DE63 (3 Wo.)DE | — | — | UK15 (7 Wo.)UK | US73 (7 Wo.)US | Erstveröffentlichung: August 1983 |                                                                                      |
| 1983 | Please Don’t Fall in Love Silver                                        | — | — | — | UK7 Silber · (9 Wo.)UK | — | Erstveröffentlichung: November 1983 |                                                                                      |
| 1984 | Baby You’re Dynamite / Ocean Deep Silver                                | — | — | — | UK27 (10 Wo.)UK | — | Erstveröffentlichung: März 1984 |                                                                                      |
| 1984 | Shooting from the Heart The Rock Connection                             | — | — | — | UK51 (4 Wo.)UK | — | Erstveröffentlichung: November 1984 |                                                                                      |
| 1985 | Heart User The Rock Connection                                          | — | — | — | UK46 (5 Wo.)UK | — | Erstveröffentlichung: Januar 1985 |                                                                                      |
| 1985 | She’s so Beautiful Time                                                 | DE61 (4 Wo.)DE | — | — | UK17 (9 Wo.)UK | — | Erstveröffentlichung: September 1985 |                                                                                      |
| 1985 | It’s in Every One of Us Time                                            | — | — | — | UK45 (7 Wo.)UK | — | Erstveröffentlichung: November 1985 |                                                                                      |
| 1986 | Living Doll –                                                           | DE24 (9 Wo.)DE | — | — | UK1 Gold · (11 Wo.)UK | — | Erstveröffentlichung: März 1986 (mit The Young Ones und Hank Marvin) |                                                                                      |
| 1986 | Born to Rock ’n’ Roll Time                                              | — | — | — | UK78 (3 Wo.)UK | — | Erstveröffentlichung: Mai 1986 |                                                                                      |
| 1986 | All I Ask of You –                                                      | — | — | — | UK3 Silber · (16 Wo.)UK | — | Erstveröffentlichung: September 1986 mit Sarah Brightman |                                                                                      |
| 1987 | My Pretty One Always Guaranteed                                         | DE31 (16 Wo.)DE | AT20 (1 Mt.)AT | — | UK6 (10 Wo.)UK | — | Erstveröffentlichung: Juni 1987 |                                                                                      |
| 1987 | Some People Always Guaranteed                                           | DE6 (16 Wo.)DE | AT9 (4 Mt.)AT | CH13 (9 Wo.)CH | UK3 Silber · (10 Wo.)UK | — | Erstveröffentlichung: August 1987 |                                                                                      |
| 1987 | Remember Me Always Guaranteed                                           | DE20 (11 Wo.)DE | — | — | UK35 (4 Wo.)UK | — | Erstveröffentlichung: Oktober 1987 |                                                                                      |
| 1988 | Two Hearts Always Guaranteed                                            | — | — | — | UK34 (3 Wo.)UK | — | Erstveröffentlichung: Februar 1988 |                                                                                      |
| 1988 | Mistletoe and Wine Private Collection: 1979–1988                        | DE70 (2 Wo.)DE | — | — | UK1 Platin · (23 Wo.)UK | — | Erstveröffentlichung: November 1988 Coverversion des gleichnamigen Songs aus dem Musical Scraps (1976) Weihnachts-Nummer-eins-Hit in UK                                                                                        |                                                                                      |
| 1989 | The Best of Me Stronger                                                 | DE61 (11 Wo.)DE | — | — | UK2 Silber · (7 Wo.)UK | — | Erstveröffentlichung: Mai 1989 |                                                                                      |
| 1989 | I Just Don’t Have the Heart Stronger                                    | DE41 (16 Wo.)DE | AT18 (1 Mt.)AT | — | UK3 Silber · (8 Wo.)UK | — | Erstveröffentlichung: August 1989 |                                                                                      |
| 1989 | Lean on You Stronger                                                    | DE60 (8 Wo.)DE | — | — | UK17 (6 Wo.)UK | — | Erstveröffentlichung: Oktober 1989 |                                                                                      |
| 1990 | Stronger Than That Stronger                                             | — | — | — | UK14 (5 Wo.)UK | — | Erstveröffentlichung: Februar 1990 |                                                                                      |
| 1990 | Silhouettes From a Distance: The Event                                  | DE51 (16 Wo.)DE | — | — | UK10 (7 Wo.)UK | — | Erstveröffentlichung: August 1990 Coverversion des gleichnamigen Liedes von The Rays (1957) |                                                                                      |
| 1990 | From a Distance From a Distance: The Event                              | — | — | — | UK11 (6 Wo.)UK | — | Erstveröffentlichung: Oktober 1990 Coverversion des gleichnamigen Liedes von Nanci Griffith (1987) |                                                                                      |
| 1990 | Saviour’s Day From a Distance: The Event                                | — | — | — | UK1 Silber · (7 Wo.)UK | — | Erstveröffentlichung: Dezember 1990 |                                                                                      |
| 1991 | More to Life Trainer                                                    | — | — | — | UK23 (5 Wo.)UK | — | Erstveröffentlichung: September 1991 |                                                                                      |
| 1991 | Scarlet Ribbons Together with Cliff Richard                             | DE51 (9 Wo.)DE | — | — | — | — | Erstveröffentlichung: November 1991 Coverversion des gleichnamigen Liedes von Juanita Hall (1950) |                                                                                      |
| 1991 | We Should Be Together Together with Cliff Richard                       | — | — | — | UK10 (6 Wo.)UK | — | Erstveröffentlichung: November 1991 |                                                                                      |
| 1991 | This New Year Together with Cliff Richard                               | — | — | — | UK30 (2 Wo.)UK | — | Erstveröffentlichung: Dezember 1991 |                                                                                      |
| 1992 | I Still Believe in You The Album                                        | — | — | — | UK7 (6 Wo.)UK | — | Erstveröffentlichung: Februar 1992 |                                                                                      |
| 1993 | Peace in Our Time The Album                                             | DE59 (9 Wo.)DE | — | — | UK8 (5 Wo.)UK | — | Erstveröffentlichung: April 1993 |                                                                                      |
| 1993 | Human Work of Art The Album                                             | — | — | — | UK24 (4 Wo.)UK | — | Erstveröffentlichung: Juni 1993 |                                                                                      |
| 1993 | Never Let Go The Album                                                  | — | — | — | UK32 (3 Wo.)UK | — | Erstveröffentlichung: November 1993 |                                                                                      |
| 1993 | Healing Love The Album                                                  | — | — | — | UK19 (5 Wo.)UK | — | Erstveröffentlichung: Dezember 1993 |                                                                                      |
| 1995 | Misunderstood Man Songs from ‘Heathcliff’                               | — | — | — | UK19 (7 Wo.)UK | — | Erstveröffentlichung: Oktober 1995 |                                                                                      |
| 1995 | Had to Be Songs from ‘Heathcliff’                                       | — | — | — | UK22 (4 Wo.)UK | — | mit Olivia Newton-John Erstveröffentlichung: November 1995 |                                                                                      |
| 1996 | The Wedding Songs from ‘Heathcliff’                                     | — | — | — | UK40 (2 Wo.)UK | — | Erstveröffentlichung: März 1996 mit Helen Hobson |                                                                                      |
| 1997 | Be with Me Always Songs from ‘Heathcliff’                               | — | — | — | UK52 (2 Wo.)UK | — | Erstveröffentlichung: Januar 1997 |                                                                                      |
| 1998 | Can’t Keep This Feeling In Real as I Wanna Be                           | — | — | — | UK10 (9 Wo.)UK | — | Erstveröffentlichung: Oktober 1998 |                                                                                      |
| 1999 | The Miracle Real as I Wanna Be                                          | — | — | — | UK23 (4 Wo.)UK | — | Erstveröffentlichung: Juli 1999 |                                                                                      |
| 1999 | The Millennium Prayer –                                                 | DE23 (7 Wo.)DE | — | CH19 (7 Wo.)CH | UK1 Platin · (16 Wo.)UK | — | Erstveröffentlichung: November 1999 Vertonung des Vaterunser mit der Melodie von Auld Lang Syne |                                                                                      |
| 2001 | Somewhere over the Rainbow / What a Wonderful World Wanted              | — | — | — | UK11 (8 Wo.)UK | — | Erstveröffentlichung: Dezember 2001 Coverversion des gleichnamigen Medleys von Israel Kamakawiwoʻole (1993) |                                                                                      |
| 2002 | Let Me Be the One Wanted                                                | — | — | — | UK29 (3 Wo.)UK | — | Erstveröffentlichung: April 2002 |                                                                                      |
| 2003 | Santa’s List Cliff at Christmas                                         | — | — | — | UK5 (5 Wo.)UK | — | Erstveröffentlichung: Dezember 2003 |                                                                                      |
| 2004 | Somethin’ Is Goin’ On Something’s Goin’ On                              | — | — | — | UK9 (4 Wo.)UK | — | Erstveröffentlichung: Oktober 2004 |                                                                                      |
| 2004 | I Cannot Give You My Love Something’s Goin’ On                          | — | — | — | UK13 (8 Wo.)UK | — | Erstveröffentlichung: Dezember 2004 |                                                                                      |
| 2005 | What Car Something’s Goin’ On                                           | — | — | — | UK12 (4 Wo.)UK | — | Erstveröffentlichung: Mai 2005 |                                                                                      |
| 2006 | 21st Century Christmas / Move It Two’s Company – The Duets              | — | — | — | UK2 (3 Wo.)UK | — | Erstveröffentlichung: Dezember 2006 mit Brian May und Brian Bennett |                                                                                      |
| 2007 | When I Need You Love … The Album                                        | — | — | — | UK38 (2 Wo.)UK | — | Erstveröffentlichung: Oktober 2007 Coverversion des gleichnamigen Liedes von Albert Hammond (1977) |                                                                                      |
| 2008 | Thank You for a Lifetime The 50th Anniversary Album                     | — | — | — | UK3 (4 Wo.)UK | — | Erstveröffentlichung: September 2008 |                                                                                      |
| 2009 | Singing the Blues Reunited – Cliff Richard and the Shadows              | — | — | — | UK40 (2 Wo.)UK | — | Erstveröffentlichung: September 2009 … and the Shadows Coverversion des gleichnamigen Liedes von Guy Mitchell (1956) |                                                                                      |
| 2014 | I Still Believe in You The Album                                        | — | — | — | UK57 (1 Wo.)UK | — | Wiedereintritt des Hits von 1992 nach einer Internetkampagne, die um Unterstützung für Richard nach Missbrauchsvorwürfen warb.                                                                                                 |                                                                                      |

grau schraffiert: keine Chartdaten aus diesem Jahr verfügbar

### Als Gastmusiker
| Jahr | Titel Album                                 | Höchstplatzierung, Gesamtwochen, AuszeichnungChartplatzierungen (Jahr, Titel, Album, Platzierungen, Wochen, Auszeichnungen, Anmerkungen) | Höchstplatzierung, Gesamtwochen, AuszeichnungChartplatzierungen (Jahr, Titel, Album, Platzierungen, Wochen, Auszeichnungen, Anmerkungen) | Höchstplatzierung, Gesamtwochen, AuszeichnungChartplatzierungen (Jahr, Titel, Album, Platzierungen, Wochen, Auszeichnungen, Anmerkungen) | Höchstplatzierung, Gesamtwochen, AuszeichnungChartplatzierungen (Jahr, Titel, Album, Platzierungen, Wochen, Auszeichnungen, Anmerkungen) | Höchstplatzierung, Gesamtwochen, AuszeichnungChartplatzierungen (Jahr, Titel, Album, Platzierungen, Wochen, Auszeichnungen, Anmerkungen) | Anmerkungen |
| Jahr | Titel Album                                 | DE | AT | CH | UK | US | Anmerkungen |
| ---- | ------------------------------------------- | --- | --- | --- | --- | --- | --- |
| 1980 | Suddenly Xanadu                             | — | — | — | UK15 (7 Wo.)UK | US20 (19 Wo.)US | Erstveröffentlichung: Oktober 1980 mit Olivia Newton-John                                                                |
| 1983 | She Means Nothing to Me Phil Everly         | — | — | — | UK9 (9 Wo.)UK | — | Erstveröffentlichung: Januar 1983 mit Phil Everly                                                                        |
| 1983 | Drifting                                    | — | — | — | UK64 (3 Wo.)UK | — | Erstveröffentlichung: Mai 1983 mit Sheila Walsh                                                                          |
| 1984 | Two to the Power of Love Dream Street       | — | — | — | UK83 (3 Wo.)UK | — | Erstveröffentlichung: September 1984 mit Janet Jackson                                                                   |
| 1986 | Slow Rivers Leather Jackets                 | — | — | — | UK44 (8 Wo.)UK | — | Erstveröffentlichung: November 1986 mit Elton John                                                                       |
| 1989 | Whenever God Shines His Light Avalon Sunset | — | — | — | UK20 (6 Wo.)UK | — | Erstveröffentlichung: November 1989 mit Van Morrison                                                                     |
| 1989 | Do They Know It’s Christmas? –              | DE74 (1 Wo.)DE | — | CH24 (4 Wo.)CH | UK1 (6 Wo.)UK | — | Erstveröffentlichung: November 1989 mit Band Aid II Coverversion des gleichnamigen Liedes von „Band Aid“ (1984)          |
| 1994 | All I Have to Do Is Dream –                 | — | — | — | UK14 (14 Wo.)UK | — | Erstveröffentlichung: November 1994 mit Phil Everly Coverversion des gleichnamigen Liedes von den Everly Brothers (1958) |
| 2005 | Grief Never Grows Old –                     | — | — | — | UK4 (4 Wo.)UK | — | Erstveröffentlichung: Januar 2005 mit One World Project                                                                  |

## Videoalben
| Jahr | Titel                                     | Höchstplatzierung, Gesamtwochen, AuszeichnungChartplatzierungen (Jahr, Titel, Platzierungen, Wochen, Auszeichnungen, Anmerkungen) | Höchstplatzierung, Gesamtwochen, AuszeichnungChartplatzierungen (Jahr, Titel, Platzierungen, Wochen, Auszeichnungen, Anmerkungen) | Höchstplatzierung, Gesamtwochen, AuszeichnungChartplatzierungen (Jahr, Titel, Platzierungen, Wochen, Auszeichnungen, Anmerkungen) | Höchstplatzierung, Gesamtwochen, AuszeichnungChartplatzierungen (Jahr, Titel, Platzierungen, Wochen, Auszeichnungen, Anmerkungen) | Höchstplatzierung, Gesamtwochen, AuszeichnungChartplatzierungen (Jahr, Titel, Platzierungen, Wochen, Auszeichnungen, Anmerkungen) | Anmerkungen                                              |
| Jahr | Titel                                     | DE | AT | CH | UK | US | Anmerkungen                                              |
| ---- | ----------------------------------------- | --- | --- | --- | --- | --- | -------------------------------------------------------- |
| 1988 | Live & Guaranteed 1988!                   | — | — | — | UK17 (5 Wo.)UK | — | Erstveröffentlichung: 1988                               |
| 1991 | Together                                  | — | — | — | UK47 (1 Wo.)UK | — | Erstveröffentlichung: 1991                               |
| 1993 | Access All Areas                          | — | — | — | UK25 (8 Wo.)UK | — | Erstveröffentlichung: 1993                               |
| 1994 | The Hit List                              | — | — | — | UK2 (38 Wo.)UK | — | Erstveröffentlichung: 1994                               |
| 1994 | Christmas with                            | — | — | — | UK20 (9 Wo.)UK | — | Erstveröffentlichung: 1994                               |
| 1995 | The Hit List Live                         | — | — | — | UK3 Gold · (35 Wo.)UK | — | Erstveröffentlichung: 1995                               |
| 1998 | The 40th Anniversary Concert              | — | — | — | UK3 ×3Dreifachplatin · (90 Wo.)UK                                                                                                 | — | Erstveröffentlichung: 1998                               |
| 1999 | Live in the Park                          | — | — | — | UK1 ×3Dreifachplatin · (68 Wo.)UK                                                                                                 | — | Erstveröffentlichung: 1999                               |
| 2000 | An Audience with                          | — | — | — | UK2 (39 Wo.)UK | — | Erstveröffentlichung: 2000                               |
| 2001 | Unforgettable                             | — | — | — | UK— PlatinUK | — | Erstveröffentlichung: 2001                               |
| 2002 | The Countdown Concert                     | — | — | — | UK3 ×2Doppelplatin · (6 Wo.)UK | — | Erstveröffentlichung: 2002                               |
| 2003 | Cliff World Tour 2003                     | — | — | — | UK1 ×2Doppelplatin · (22 Wo.)UK                                                                                                   | — | Erstveröffentlichung: 2003                               |
| 2005 | From a Distance - The Event               | — | — | — | UK3 (6 Wo.)UK | — | Erstveröffentlichung: 2005                               |
| 2006 | Live Here and Now                         | — | — | — | UK3 Platin · (28 Wo.)UK | — | Erstveröffentlichung: 2006                               |
| 2008 | Time Machine Tour : 50th Anniversary Live | — | — | — | UK1 Platin · (20 Wo.)UK | — | Erstveröffentlichung: 2008                               |
| 2009 | The Final Reunion                         | — | — | — | UK1 Gold · (89 Wo.)UK | — | Erstveröffentlichung: 6. November 2009 … and the Shadows |
| 2010 | Bold as Brass                             | — | — | — | UK1 Platin · (29 Wo.)UK | — | Erstveröffentlichung: 19. November 2010                  |
| 2011 | The Soulicious Tour                       | — | — | — | UK2 Platin · (14 Wo.)UK | — | Erstveröffentlichung: 14. November 2011                  |
| 2013 | Still Reelin’ and A-Rockin’ — Live        | — | — | — | UK1 ×4Vierfachplatin · (29 Wo.)UK                                                                                                 | — | Erstveröffentlichung: 8. November 2013                   |
| 2015 | Cliff Richard’s 75th Birthday Concert     | — | — | — | UK1 Platin · (81 Wo.)UK | — | Erstveröffentlichung: 30. November 2015                  |
| 2018 | 60th Anniversary Concert                  | — | — | — | UK1 Gold · (59 Wo.)UK | — | Erstveröffentlichung: 19. November 2018                  |
| 2021 | The Great 80 Tour                         | — | — | — | UK1 (99 Wo.)UK | — | Erstveröffentlichung: 6. Dezember 2021                   |
| 2023 | The Blue Sapphire Tour                    | — | — | — | UK1 (68 Wo.)UK | — | Erstveröffentlichung: 18. Dezember 2023                  |

## Boxsets
- 1984: The Best of Cliff Richard and the Shadows (UK: Gold)
- 2013: Seven Classic Albums Plus
- 2014: Seven Classic Albums Plus 4 Box-Set Vol 3
- 2014: Seven Classic Albums Plus 4 Box-Set Vol 4

## Statistik

### Chartauswertung
|                     | DE     | AT    | CH    | UK     | US    |
| ------------------- | ------ | ----- | ----- | ------ | ----- |
| Nummer-eins-Alben   | DE—DE  | AT—AT | CH—CH | UK8UK  | US—US |
| Top-10-Alben        | DE3DE  | AT1AT | CH—CH | UK47UK | US—US |
| Alben in den Charts | DE15DE | AT4AT | CH1CH | UK75UK | US5US |

|                       | DE     | AT     | CH    | UK      | US     |
| --------------------- | ------ | ------ | ----- | ------- | ------ |
| Nummer-eins-Singles   | DE3DE  | AT2AT  | CH1CH | UK15UK  | US—US  |
| Top-10-Singles        | DE9DE  | AT9AT  | CH4CH | UK71UK  | US3US  |
| Singles in den Charts | DE41DE | AT12AT | CH9CH | UK136UK | US19US |

|                          | DE    | AT    | CH    | UK     | US    |
| ------------------------ | ----- | ----- | ----- | ------ | ----- |
| Nummer-eins-Videoalben   | DE—DE | AT—AT | CH—CH | UK10UK | US—US |
| Top-10-Videoalben        | DE—DE | AT—AT | CH—CH | UK17UK | US—US |
| Videoalben in den Charts | DE—DE | AT—AT | CH—CH | UK22UK | US—US |

### Auszeichnungen für Musikverkäufe
| Silberne Schallplatte - Vereinigtes Königreich - 1977: für das Album Live! Goldene Schallplatte - Australien - 1982: für das Album I’m No Hero - 1986: für die Single Living Doll - 1990: für das Album Stronger - 1995: für das Album The Hit List - 2004: für das Videoalbum Cliff World Tour 2003 - Dänemark - 2003: für das Album Cliff at Christmas - 2010: für das Videoalbum The Final Reunion - 2021: für die Single Mistletoe and Wine - Finnland - 1981: für das Album 18 Greatest Hits - Kanada - 1976: für die Single Devil Woman - 1981: für das Album Wired for Sound - Neuseeland - 1982: für das Album Wired for Sound - 1984: für das Album Silver - 1986: für die Single Living Doll - 1988: für das Album Always Guaranteed - 1988: für das Album Their 40 Big Ones - 1998: für das Album Real as I Wanna Be - 2001: für das Album The Whole Story - 2007: für das Album Two’s Company – The Duets - Niederlande - 1979: für die Single We Don’t Talk Anymore - 1986: für die Single Living Doll - 1999: für das Album 40 Years of Hits in Holland - Norwegen - 1996: für das Album Det Beste Av Det Beste - 1996: für das Album Pure Gold | Platin-Schallplatte - Australien - 1982: für das Album Wired for Sound - 1982: für das Album Love Songs - 1990: für das Album Private Collection - 2004: für das Videoalbum Live in the Park - 2004: für das Videoalbum The Countdown Concert - Kanada - 1981: für das Album I’m No Hero - Neuseeland - 1981: für das Album Cliff Richard 1958–1981 - 1982: für das Album Love Songs - 1990: für das Album Stronger - 1991: für das Album From a Distance: The Event - 2004: für das Videoalbum Cliff World Tour 2003 | 2× Platin-Schallplatte - Australien - 1999: für die Single The Millennium Prayer - 2010: für das Videoalbum The Final Reunion - Neuseeland - 1992: für das Album Together with Cliff Richard - 1995: für das Album The Hit List - 1999: für die Single The Millennium Prayer 4× Platin-Schallplatte - Neuseeland - 1990: für das Album Private Collection |

Anmerkung: Auszeichnungen in Ländern aus den Charttabellen bzw. Chartboxen sind in ebendiesen zu finden.
| Land/RegionAuszeichnungen für Musikverkäufe (Land/Region, Auszeichnungen, Verkäufe, Quellen) | Silber       | Gold       | Platin       | Verkäufe   | Quellen                                                    |
| -------------------------------------------------------------------------------------------- | ------------ | ---------- | ------------ | ---------- | ---------------------------------------------------------- |
| Australien (ARIA)                                                                            | —            | 5× Gold5   | 9× Platin9   | 502.500    | aria.com.au                                                |
| Dänemark (IFPI)                                                                              | —            | 3× Gold3   | —            | 80.000     | ifpi.dk                                                    |
| Deutschland (BVMI)                                                                           | —            | Gold1      | —            | 250.000    | musikindustrie.de                                          |
| Finnland (IFPI)                                                                              | —            | Gold1      | —            | 35.000     | ifpi.fi                                                    |
| Kanada (MC)                                                                                  | —            | 2× Gold2   | Platin1      | 225.000    | musiccanada.com                                            |
| Neuseeland (RMNZ)                                                                            | —            | 8× Gold8   | 15× Platin15 | 317.500    | aotearoamusiccharts.co.nz                                  |
| Niederlande (NVPI)                                                                           | —            | 3× Gold3   | —            | 150.000    | nvpi.nl                                                    |
| Norwegen (IFPI)                                                                              | —            | 2× Gold2   | —            | 50.000     | ifpi.no (Memento vom 5. November 2012 im Internet Archive) |
| Vereinigte Staaten (RIAA)                                                                    | —            | Gold1      | —            | 500.000    | riaa.com                                                   |
| Vereinigtes Königreich (BPI)                                                                 | 19× Silber19 | 27× Gold27 | 37× Platin37 | 13.175.000 | bpi.co.uk                                                  |
| Insgesamt                                                                                    | 19× Silber19 | 53× Gold53 | 62× Platin62 |            |                                                            |